# Memmelsdorf
Memmelsdorf este o comună aflată în districtul Bamberg, landul Bavaria, Germania.

## Galerie de imagini

Memmelsdorf
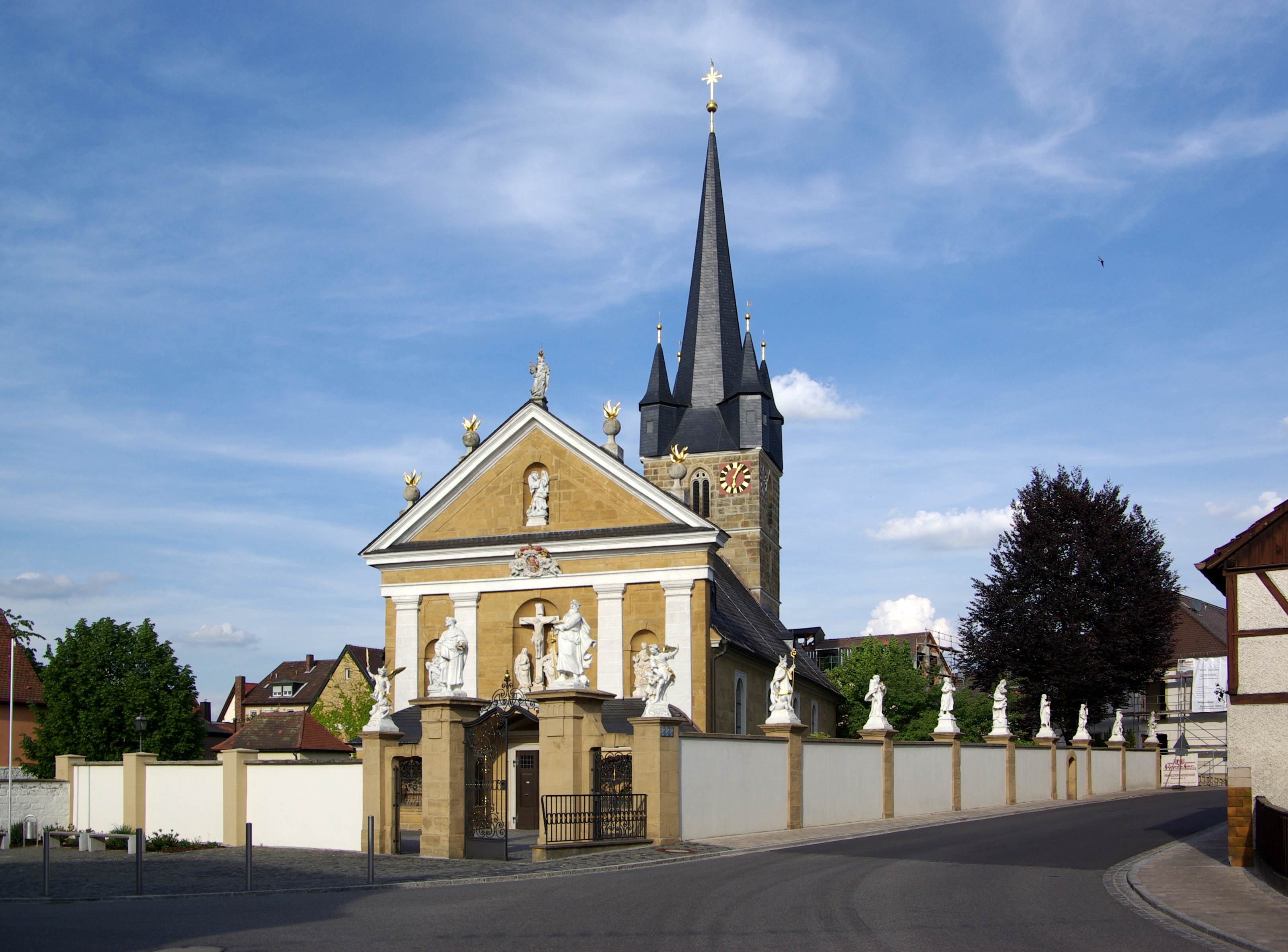
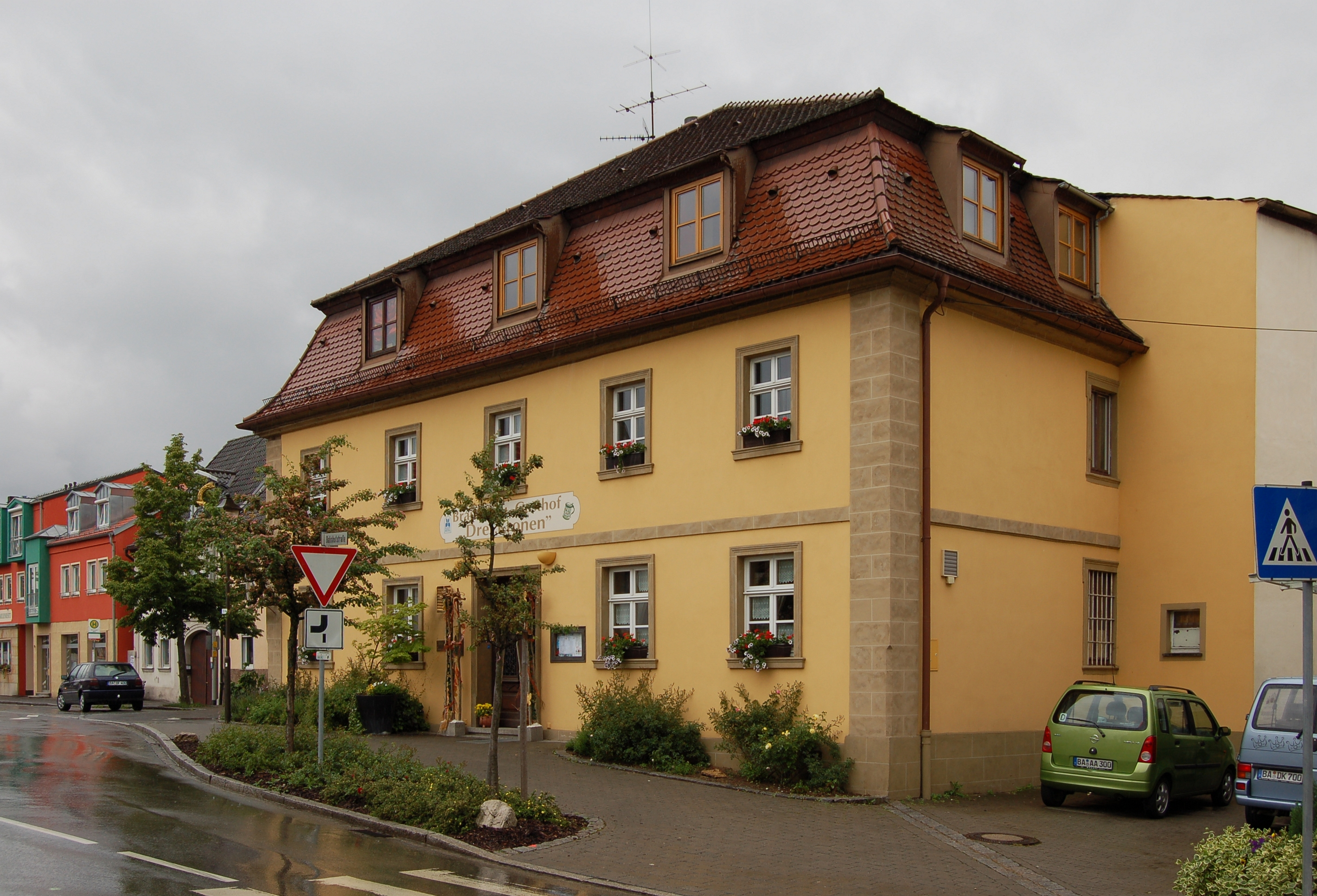
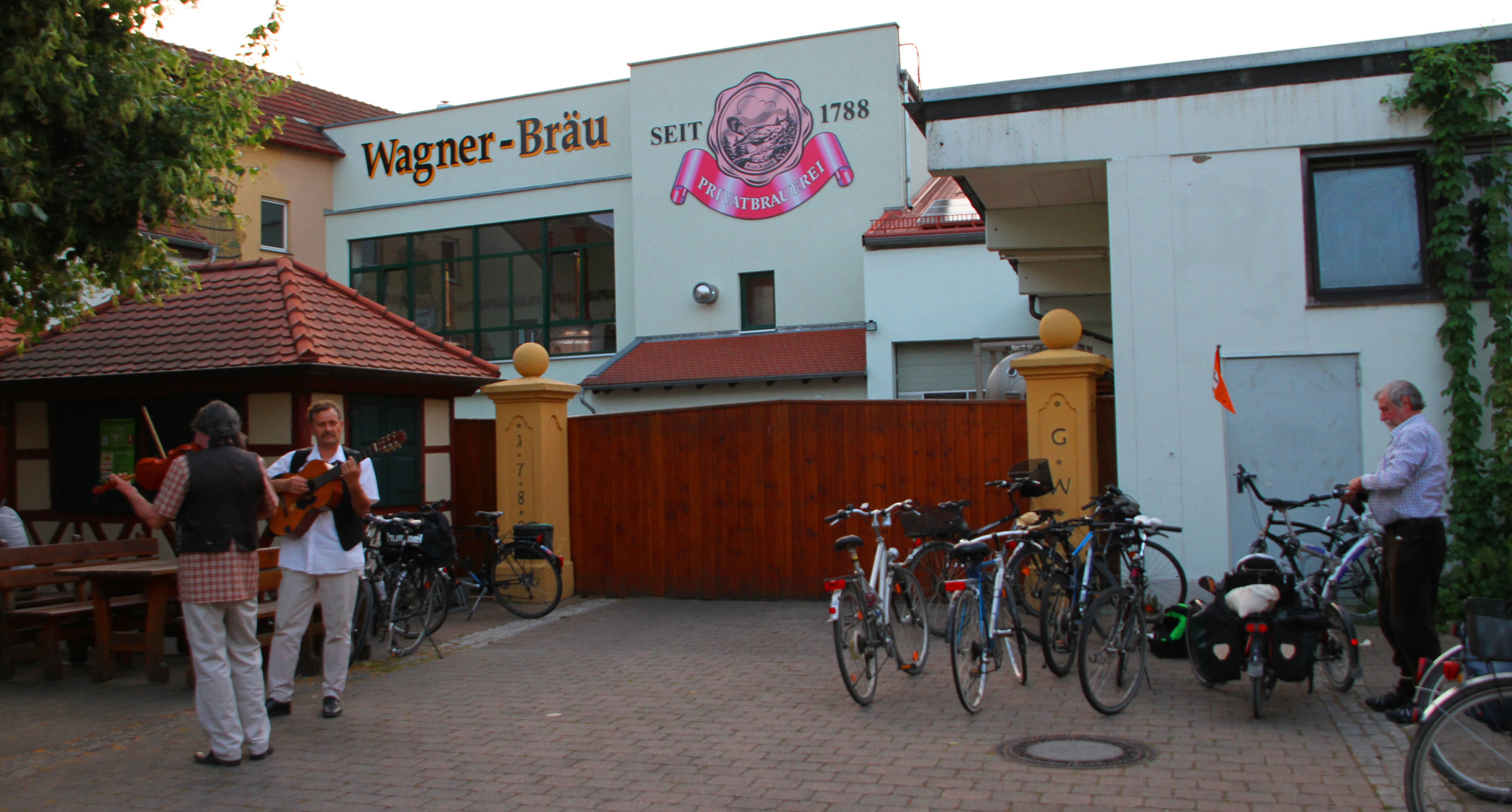
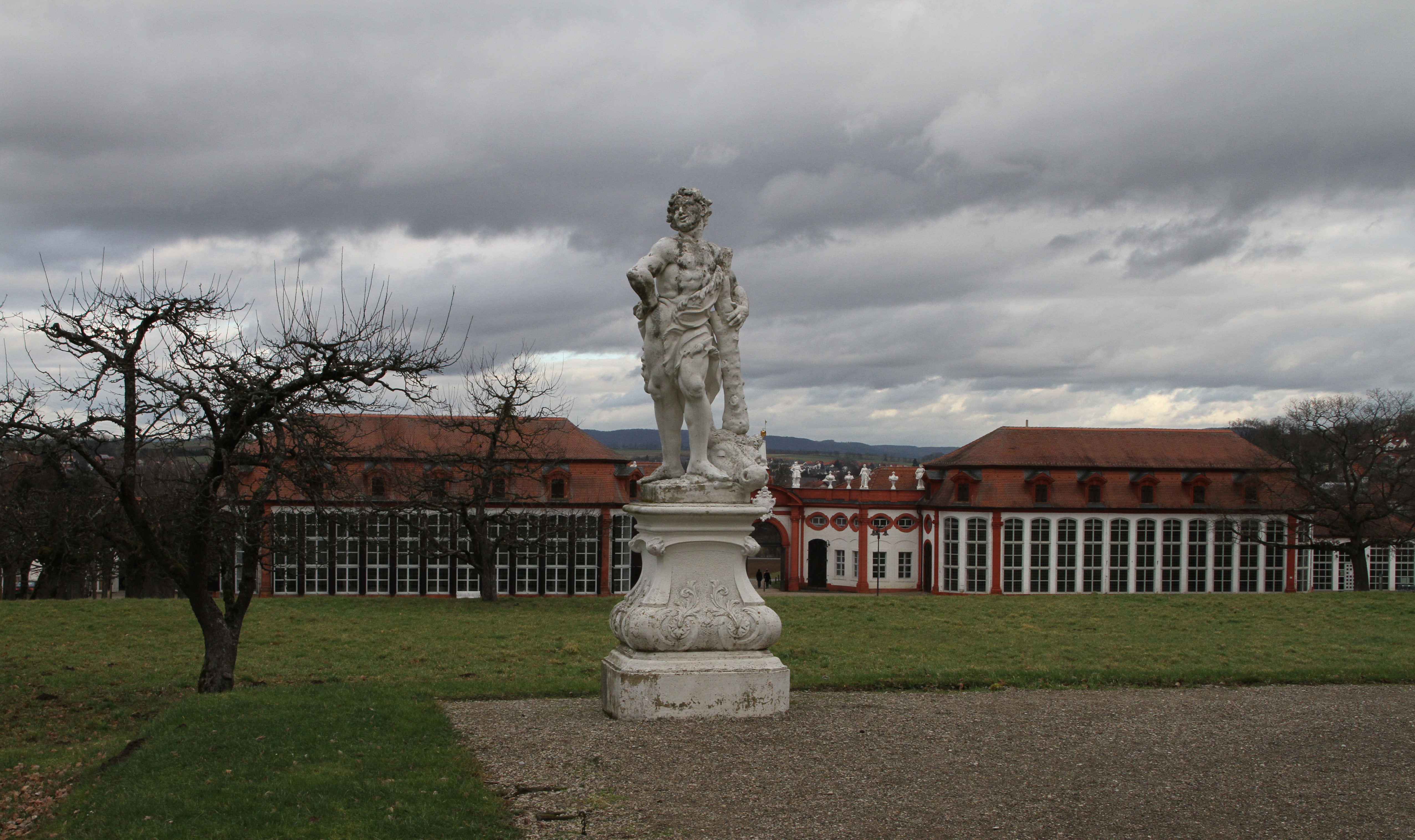
Castelul Seehof
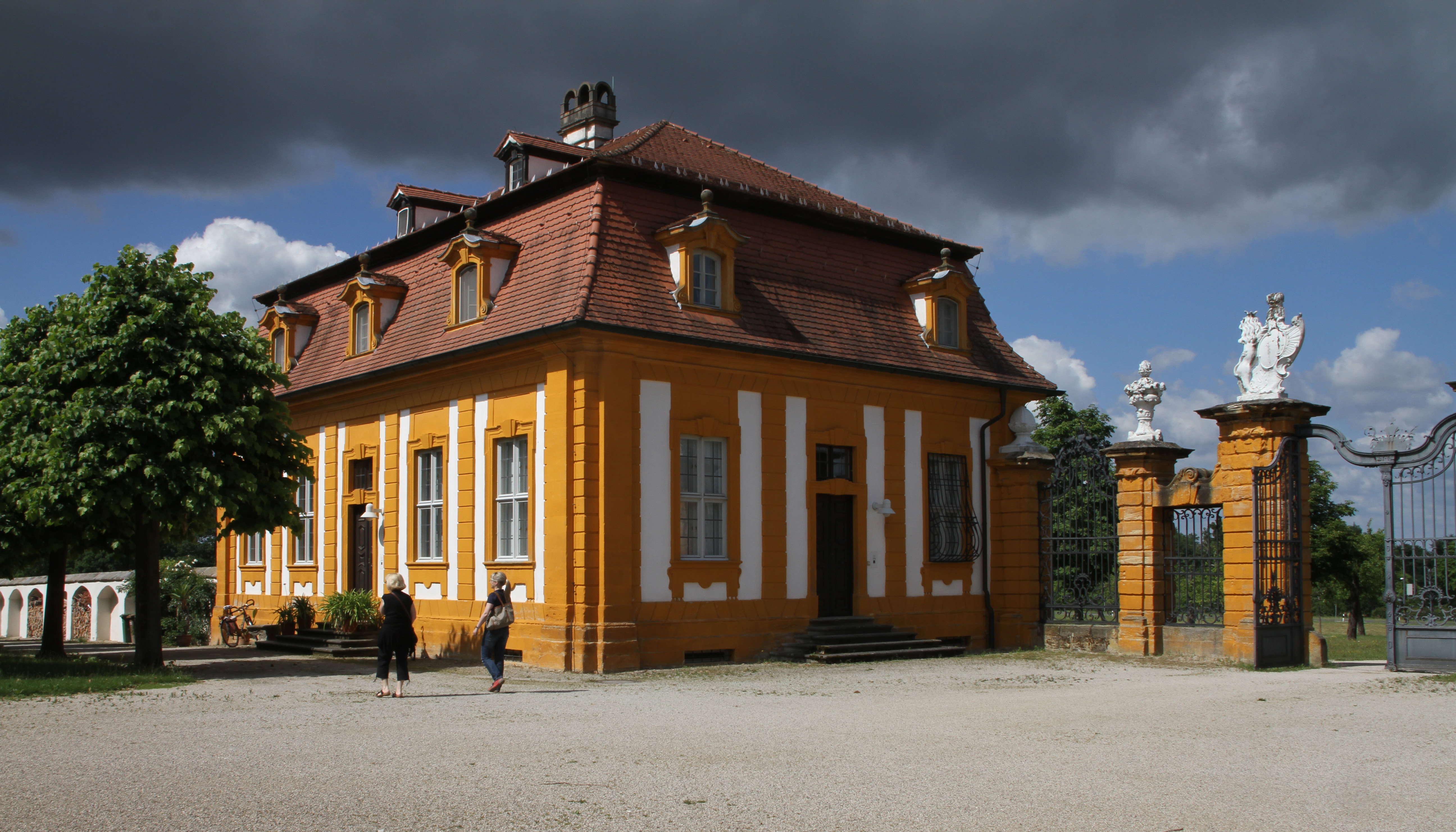
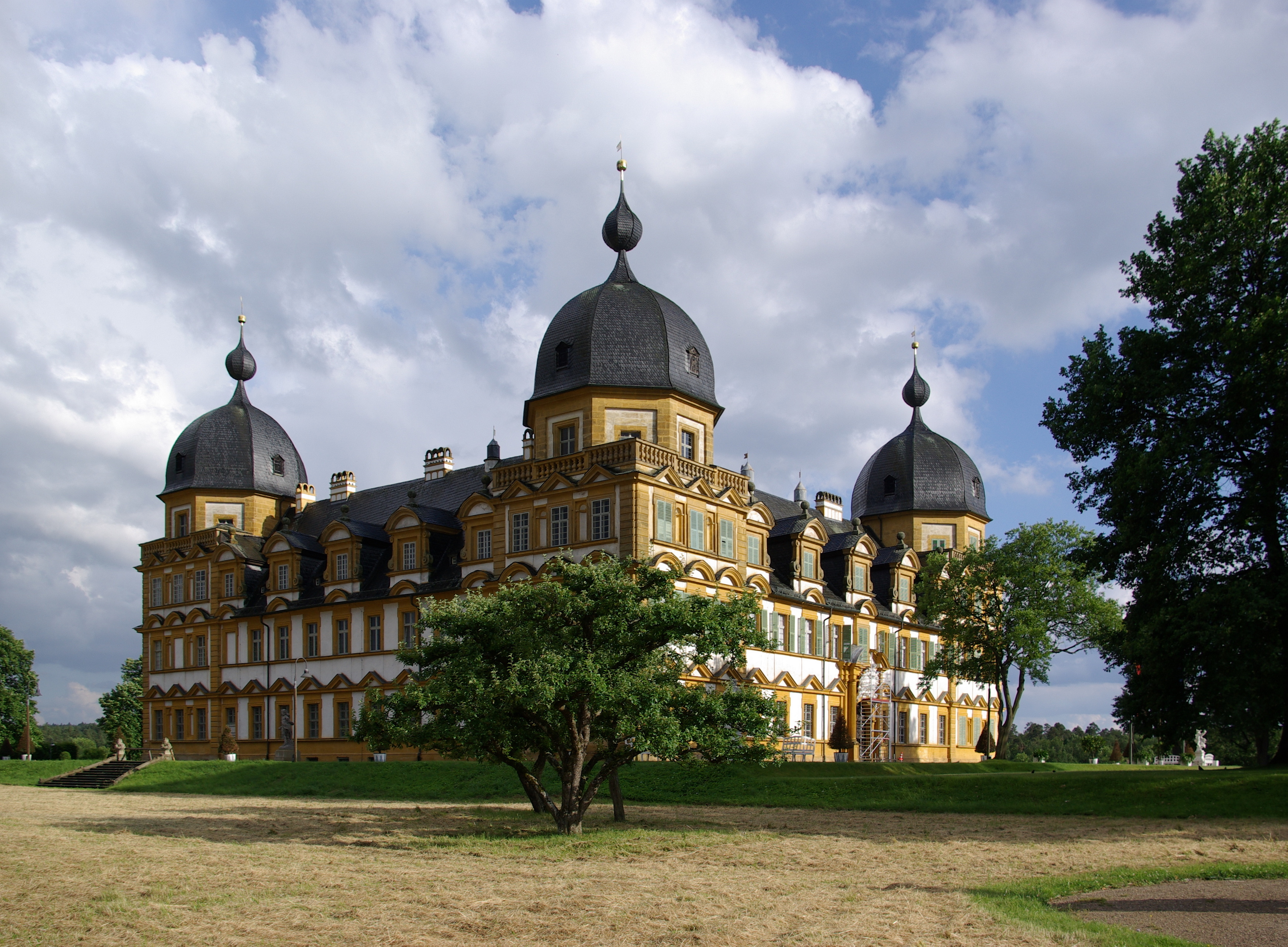
Castelul Seehof
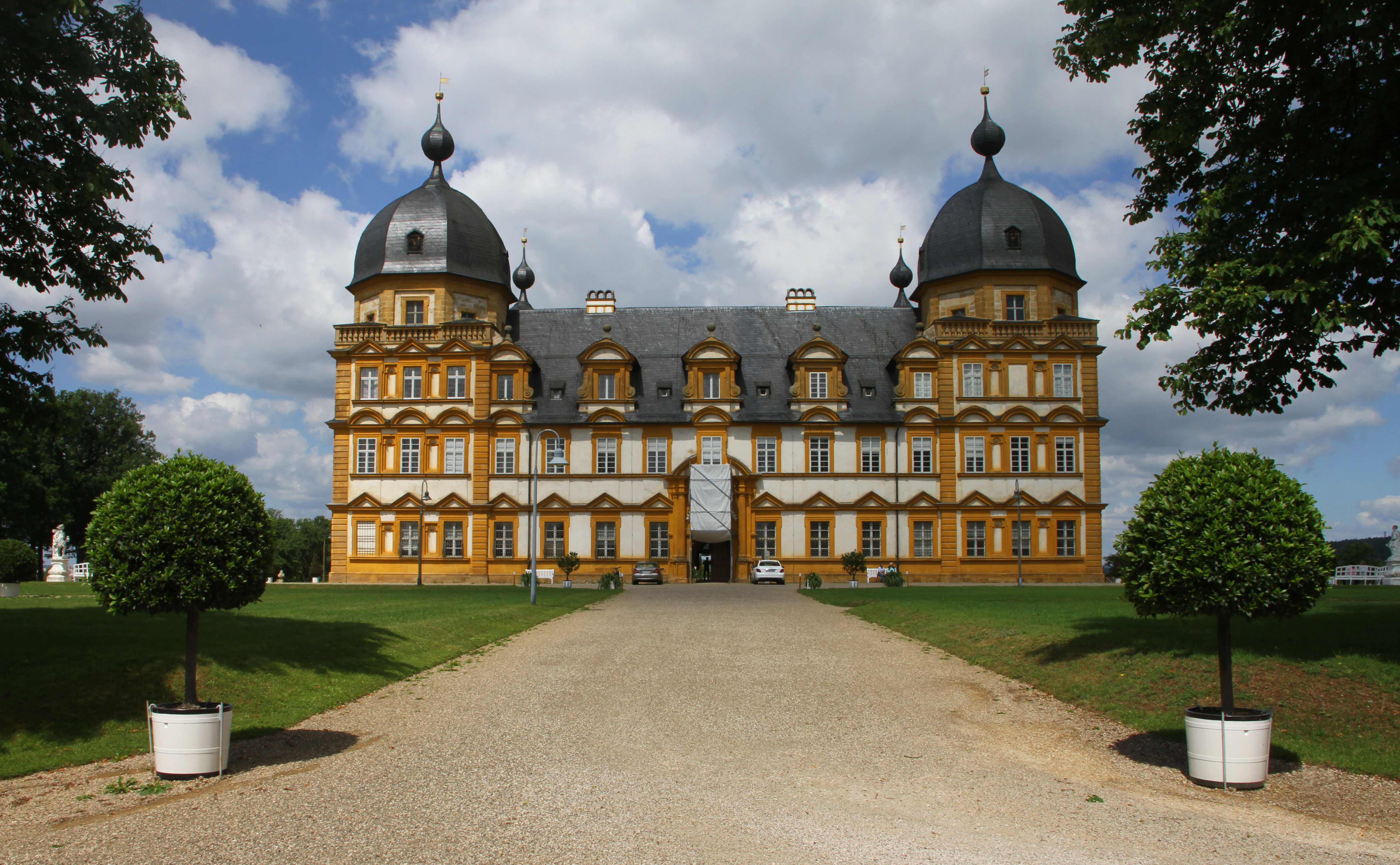
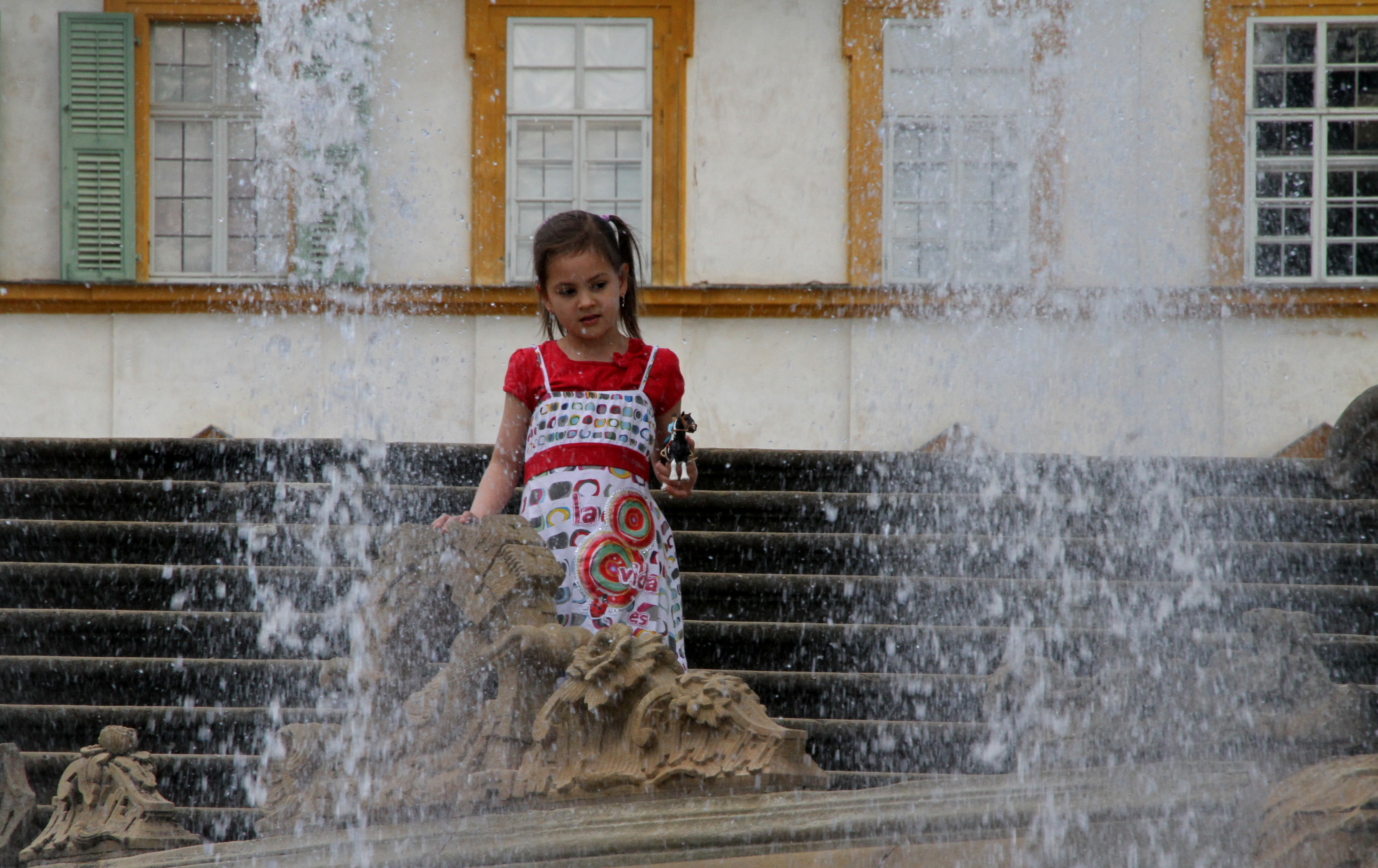
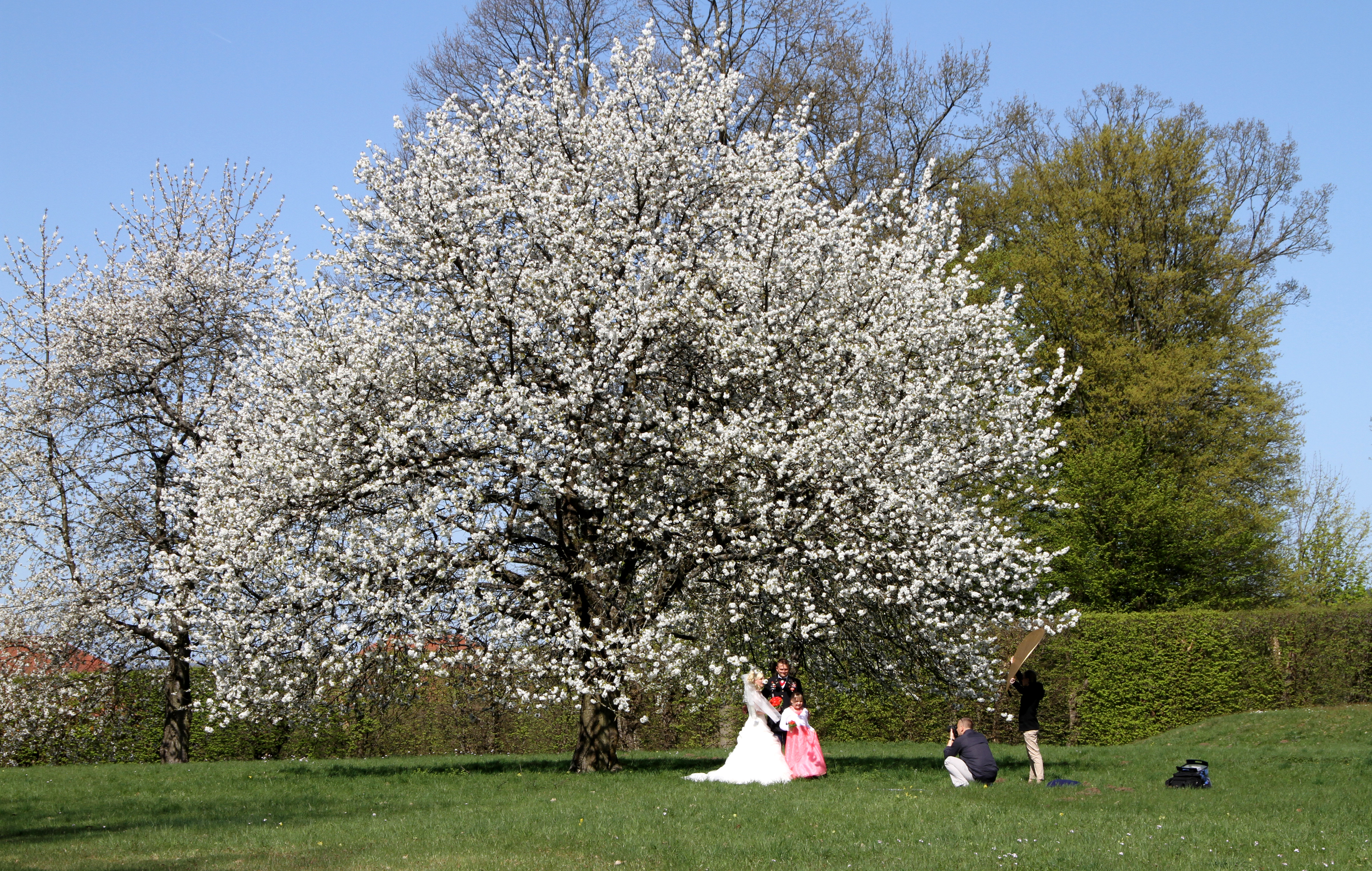
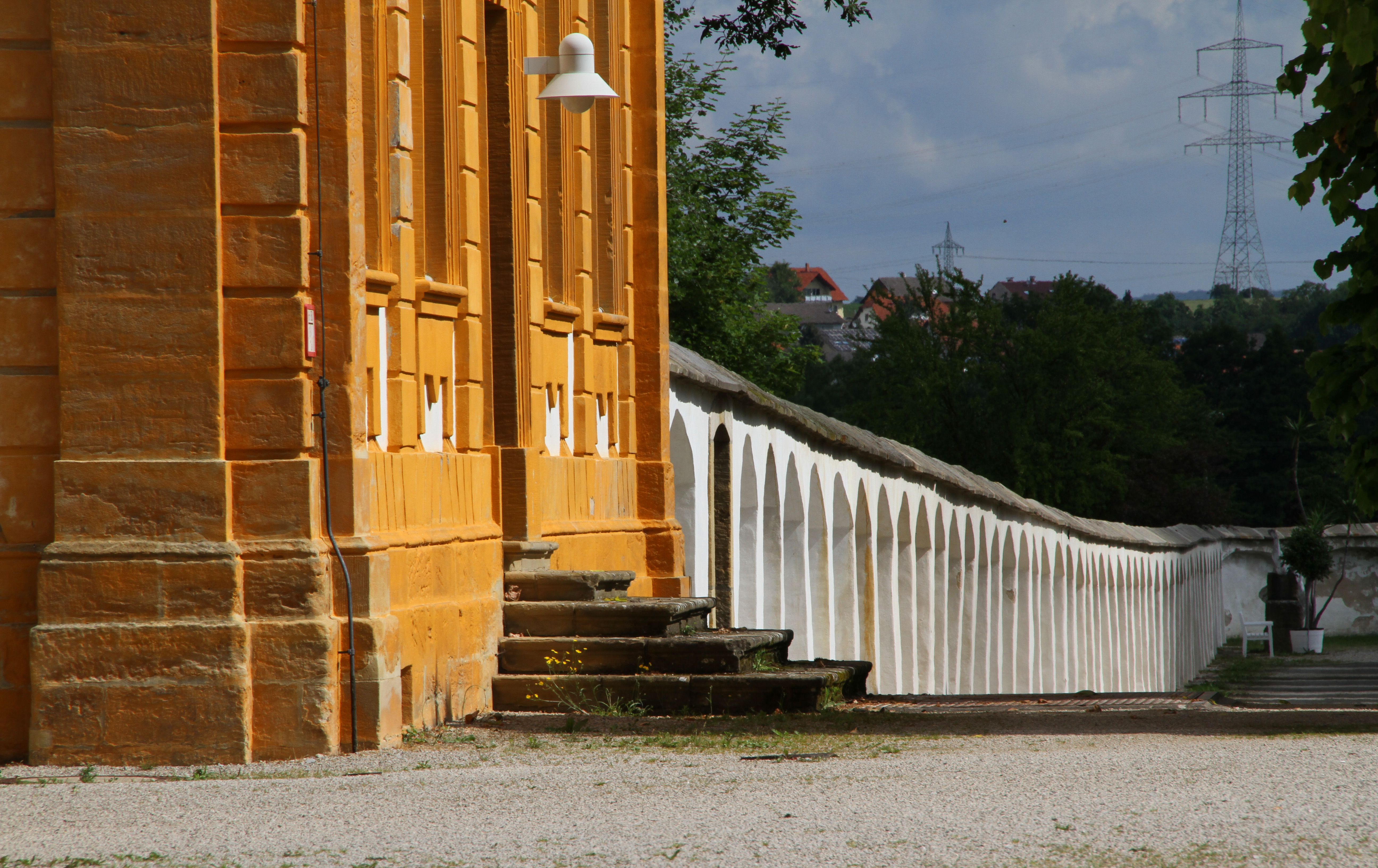